# Alexander Coull
Alexander „Alex“ Coull (* 20. Juni 1931 in Peterhead) war ein schottischer Bauingenieur. Coull lehrte an der University of Glasgow von 1977 bis 1992 als Regius Professor of Civil Engineering and Mechanics.

## Leben
Coull wurde als Sohn von Jane Ritchie Reid und William Coull in Peterhead, nördlich von Aberdeen geboren. Nach seiner Schulzeit besuchte Coull die University of Aberdeen, studierte Ingenieurwissenschaften und schloss 1953 mit B.Sc. ab. Von 1955 bis 1957 arbeitete er als Bauingenieur für die English Electric Company in Warton, England. 1957 kehrte er als Dozent nach Aberdeen zurück. 1961 wurde er promoviert (Ph.D.) und wechselte im darauffolgenden Jahr an die University of Southampton. 1966 wechselte er mit einer Professur an die University of Strathclyde, wo er Bauingenieurwesen lehrte.
1977 wurde Coull als Nachfolger von William Thomas Marshall zum Regius Professor of Civil and Mechanical Engineering an der University of Glasgow berufen. Von 1981 bis 84 leitete er die ingenieurwissenschaftliche Abteilung in Glasgow als Dekan. Er blieb in Glasgow, bis er sich 1992 in den Ruhestand zurückzog.
Die American Society of Civil Engineers berief Coull zum Fellow. 1969 wurde er mit der Medal of the Royal Victorian Order in Silber ausgezeichnet. 1971 wählte die Royal Society of Edinburgh Coull zum Fellow.
Coull befasste sich überwiegend mit dem Verhalten von Gebäudestrukturen wie Brücken oder Hochhäuser. Sein gemeinsam mit Bryan Stafford Smith verfasstes Werk Tall Building Structures: Analysis and Design erreichte von 1991 bis 2000 zehn Auflagen.
1962 heiratete Coull Frances Bruce Moir. Aus der Ehe gingen drei Kinder hervor, Alison, Gavin und Moyra.

### Artikel
- 1964: Direct Stress Analysis of Orthotropic Bridge Slabs
- 1966: Stress Analysis of Cantilevered Bridge Slabs
- 1966: Discussion of “Behavior of Square Infilled Frames”
- 1982: Closure to “Simplified Analysis of Bundled‐Tube Structures”; Alex  Coull, Bishwanath Bose, and Abdulla K. Ahmed (May, 1982)
- 1968: Analysis of Pierced Shear Walls
- 1971: Framed-Tube Structures for High-Rise Buildings
- 1973: Torsion Analysis of Symmetric Building Structures
- 1975: Simplified Analysis of Frame-Tube Structures
- 1977: Closure to “Simplified Analysis of Frame-Tube Structures”
- 1978: Closure to “Elastoplastic Analysis of Coupled Shear Walls”
- 1980: Effect of Openings on Lateral Buckling of Beams
- 1983: Design of Floor Slabs Coupling Shear Walls
- 1984: Stresses in Slabs Coupling Flanged Shear Walls
- 1984: Coupling Action of Slabs in Hull‐Core Structures
- 1989: Multi Outrigger Braced Structures, Alex Coull und Otto Lau im Journal of Structural Engineering, ASCE, Vol. 115, No. 7, 1989

### Bücher
- 1991: Tall Building Structures: Analysis and Design; mit Bryan Stafford Smith